# Baitadi (district)

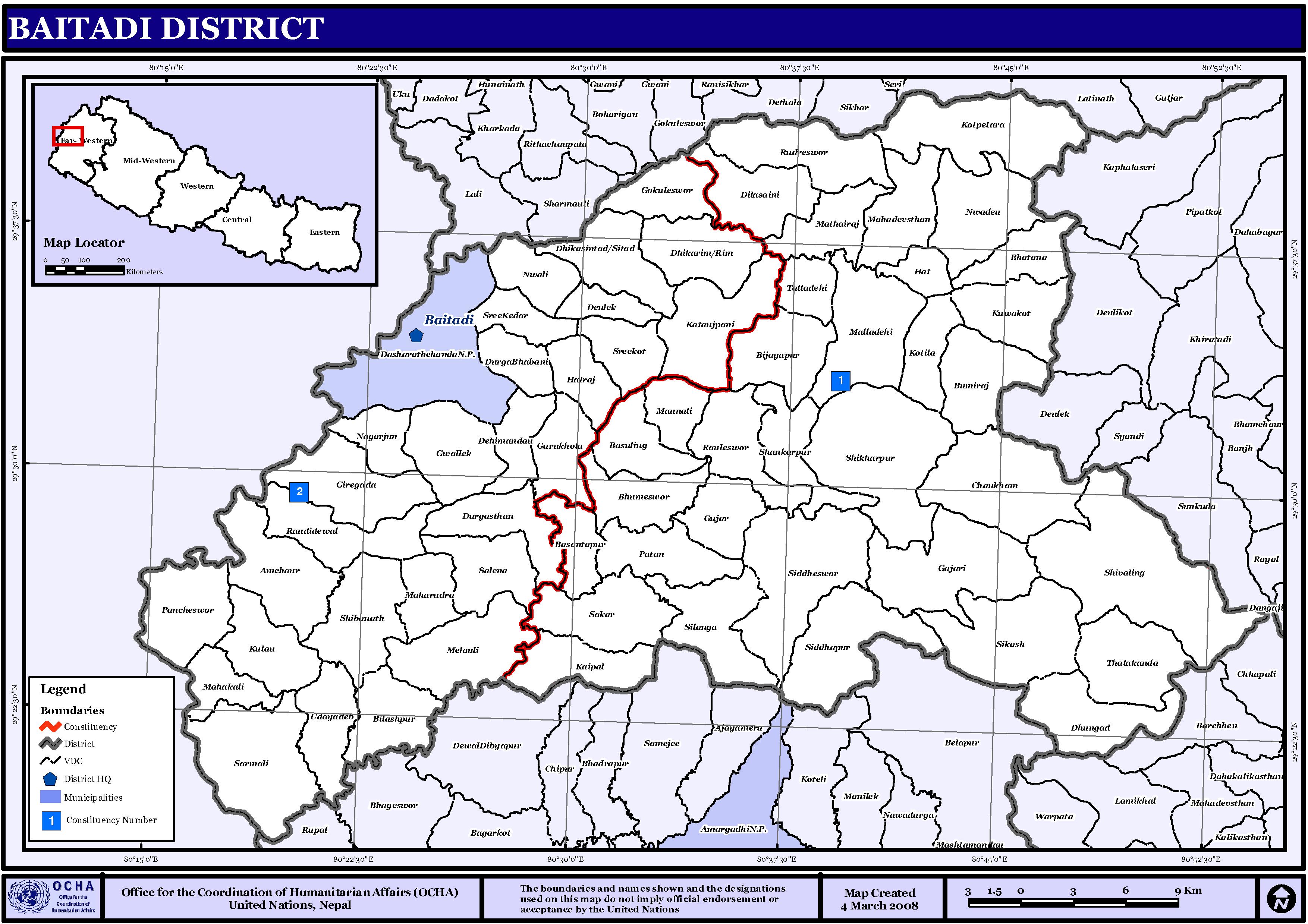
Kaart van het district Baitadi

Baitadi (Nepalees: बैतडी) is een van de 75 districten van Nepal. Het district is gelegen in de zone Mahakali en de hoofdstad is Dasharathchanda, vroeger genaamd Baitadi of Baitadi Khalanga.

## StedenenDorpscommissies[2][3]
- Stad: Nepalees: nagarpalika of N.P.; Engels: municipality;
- Dorpscommissie: Nepalees: gāu bikās samiti; Engels: village development committee of VDC.

- Steden (1): Dasharathchanda (vroeger: Baitadi of Baitadi Khalanga).
- Dorpscommissies (62): Amchaur, Basantapur, Basuling, Bhatana, Bhumeswor, Bhumiraj (of: Bumiraj), Bijayapur (of: Bihayapur), Bilashpur (of: Bisalpur), Chaukham, Dehimandau, Deulek, Dhikarim/Rim, Dhungad (of: Dhunga), Dilasaini, Durga Bhabani (of: Durgabhabani), Durgasthan, Gajari, Giregada, Gokuleswor, Gujar, Gurukhola, Gwallek, Hat, Hatraj (of: Hatairaj), Kaipal (of: Kailpal), Kataujpani, Kotila, Kotpetara, Kulau, Kuwakot, Mahadevsthan, Mahakali, Maharudra, Malladehi, Mathairaj (of: Mathairaj), Maunali, Melauli, Nagarjun (of: Magarjun), Nwadeu, Nwali, Pancheswor, Patan, Raudidewal, Rauleswori (of: Rauleswor), Rudreswor, Sakar, Salena, Sarmali, Shankarpur, Shibanath, Shikasintad/Tad (of: Dhikasintad/Sitad), Shikharpur, Shivaling, Siddeswor (of: Siddheswor), Siddhapur, Sikash (of: Sigash), Silanga, Sree Kedar (of: Sreekedar), Sreekot, Talladehi, Thalakanda, Udayadeb.

Achham · 
Arghakhanchi · 
Baglung · 
Baitadi · 
Bajhang · 
Bajura · 
Banke · 
Bara · 
Bardiya · 
Bhaktapur · 
Bhojpur · 
Chitwan · 
Dadeldhura · 
Dailekh · 
Dang · 
Darchula · 
Dhading · 
Dhankuta · 
Dhanusa · 
Dolkha · 
Dolpa · 
Doti · 
Gorkha · 
Gulmi · 
Humla · 
Ilam · 
Jajarkot · 
Jhapa · 
Jumla · 
Kailali · 
Kalikot · 
Kanchanpur · 
Kapilvastu · 
Kaski · 
Kathmandu · 
Kavrepalanchok · 
Khotang · 
Lalitpur · 
Lamjung · 
Mahottari · 
Makwanpur · 
Manang · 
Morang · 
Mugu · 
Mustang · 
Myagdi · 
Nawalparasi · 
Nuwakot · 
Okhaldhunga · 
Palpa · 
Panchthar · 
Parbat · 
Parsa · 
Pyuthan · 
Ramechhap · 
Rasuwa · 
Rautahat · 
Rolpa · 
Rukum · 
Rupandehi · 
Salyan · 
Sankhuwasabha · 
Saptari · 
Sarlahi · 
Sindhuli · 
Sindhulpalchok · 
Siraha · 
Solukhumbu · 
Sunsari · 
Surkhet · 
Syangja · 
Tanahu · 
Taplejung · 
Terhathum · 
Udayapur